# Ctenopoma riggenbachi
Ctenopoma riggenbachi är en fiskart som först beskrevs av Ahl 1927.  Ctenopoma riggenbachi ingår i släktet Ctenopoma och familjen Anabantidae. Inga underarter finns listade i Catalogue of Life.